# Barum Czech Rally Zlín 2012
Barum Czech Rally Zlín 2012 byla 9. soutěž Intercontinental Rally Challenge 2012, 8. soutěž European Rally Championship 2012 a 7. soutěž Mezinárodního mistrovství České republiky v rallye 2012. Soutěž měla 15. asfaltových rychlostních zkoušek, konala se 31. srpna – 2. září 2012. První RZ byla v pátek za tmy v centru Zlína.

## Úvod
Barum Rally se jela jako 42. ročník. Soutěž začala již v pátek ráno, kdy se jel shakedown. V odpoledních hodinách se konal slavnostní start ve Zlíně a v noci odstartovala 1. zkouška soutěže v centru Zlína. V sobotu se jelo 8. rychlostních zkoušek, které měřily 139,22 km. Nedělní a poslední etapa měla 6. rychlostních zkoušek, které měřily 112,40 km.

## Výsledky
Barum Rally byla hned od začátku na mokru. Andreas Mikkelsen, Juho Hänninen a Jan Kopecký byli favoriti na vítězství. Po první etapě vedl Juho Hänninen před Janem Kopeckým. Druhá etapa byla tragická, když na RZ13 Halenkovice havaroval mladý Václav Kopáček a vletěl do diváků, při které zemřel jeden Čech a jeden Maďar byl převezen do nemocnice. Po této události se ředitelství okamžitě rozhodlo zrušit soutěž, kterou nakonec vyhrál Fin Juho Hänninen.

### Celkové výsledky
| Poz. | Jezdec            | Spolujezdec         | Auto                  | Čas       | Rozdíl  | Body |
| ---- | ----------------- | ------------------- | --------------------- | --------- | ------- | ---- |
| 1.   | Juho Hänninen     | Mikko Markkula      | Škoda Fabia S2000     | 2:11:28,2 |         | 25   |
| 2.   | Roman Kresta      | Petr Gross          | Škoda Fabia S2000     | 2:13:11,3 | +1:43,1 | 18   |
| 3.   | Tomáš Kostka      | Miroslav Houšť      | Škoda Fabia S2000     | 2:13:20,0 | +1:51,8 | 15   |
| 4.   | Jaromír Tarabus   | Daniel Trunkát      | Škoda Fabia S2000     | 2:15:39,9 | +4:11,7 | 12   |
| 5.   | Robert Barrable   | Suart Loudon        | Škoda Fabia S2000     | 2:16:01,8 | +4:33,6 | 10   |
| 6.   | Karl Kruuda       | Martin Järveoja     | Škoda Fabia S2000     | 2:16:31,2 | +5:03,0 | 8    |
| 7.   | Andreas Aigner    | Ilka Minor-Petrasko | Subaru Impreza STi R4 | 2:17:02,8 | +5:34,6 | 6    |
| 8.   | Andreas Mikkelsen | Ola Floene          | Škoda Fabia S2000     | 2:17:04,0 | +5:35,8 | 4    |
| 9.   | Michal Solowow    | Maciej Baran        | Peugeot 207 S2000     | 2:17:46,9 | +6:18,7 | 2    |
| 10.  | Sepp Wiegand      | Timo Gottschalk     | Škoda Fabia S2000     | 2:18:50,0 | +7:21,8 | 1    |

### Rychlostí zkoušky
| Den                            | Zkouška | Čas   | Jméno         | Délka    | Vítěz             | Čas     | Avg. spd.  | Vedoucí Rally     |
| ------------------------------ | ------- | ----- | ------------- | -------- | ----------------- | ------- | ---------- | ----------------- |
| 1. Etapa (31. srpna – 1. září) | RZ1     | 21:15 | SSS Zlín      | 9,36 km  | Václav Pech jr.   | 7:38,5  | 73,5 km/h  | Václav Pech jr.   |
| 1. Etapa (31. srpna – 1. září) | RZ2     | 10:10 | Slušovice 1   | 15,94 km | Juho Hänninen     | 10:41,2 | 89,5 km/h  | Juho Hänninen     |
| 1. Etapa (31. srpna – 1. září) | RZ3     | 10:43 | Pindula 1     | 18,43 km | Andreas Mikkelsen | 9:52,5  | 112,0 km/h | Juho Hänninen     |
| 1. Etapa (31. srpna – 1. září) | RZ4     | 13:10 | Slušovice 2   | 15,94 km | Andreas Mikkelsen | 10:41,8 | 89,4 km/h  | Andreas Mikkelsen |
| 1. Etapa (31. srpna – 1. září) | RZ5     | 13:43 | Pindula 2     | 18,43 km | Jan Kopecký       | 10:02,4 | 110,1 km/h | Andreas Mikkelsen |
| 1. Etapa (31. srpna – 1. září) | RZ6     | 14:41 | Lukov 1       | 11,38 km | Andreas Mikkelsen | 6:51,8  | 99,5 km/h  | Andreas Mikkelsen |
| 1. Etapa (31. srpna – 1. září) | RZ7     | 15:14 | Tesák 1       | 19,18 km | Jan Kopecký       | 10:01,9 | 114,7 km/h | Juho Hänninen     |
| 1. Etapa (31. srpna – 1. září) | RZ8     | 18:07 | Lukov 2       | 11,38 km | Juho Hänninen     | 6:40,0  | 102,4 km/h | Juho Hänninen     |
| 1. Etapa (31. srpna – 1. září) | RZ9     | 18:40 | Tesák 2       | 19,18 km | Juho Hänninen     | 9:50,3  | 117,0 km/h | Juho Hänninen     |
| 2. Etapa (2. září)             | RZ10    | 08:57 | Halenkovice 1 | 21,40 km | Jan Kopecký       | 11:25,9 | 112,3 km/h | Juho Hänninen     |
| 2. Etapa (2. září)             | RZ11    | 09:34 | Kudlovice 1   | 11,42 km | Juho Hänninen     | 6:28,7  | 105,8 km/h | Juho Hänninen     |
| 2. Etapa (2. září)             | RZ12    | 10:10 | Maják 1       | 23,38 km | Juho Hänninen     | 12:49,0 | 109,5 km/h | Juho Hänninen     |
| 2. Etapa (2. září)             | RZ13    | 11:57 | Halenkovice 2 | 21,40 km | Juho Hänninen     | 11:33,3 | 111,1 km/h | Juho Hänninen     |
| 2. Etapa (2. září)             | RZ14    | 12:34 | Kudlovice 2   | 11,42 km | Andreas Mikkelsen | 6:02,8  | 113,3 km/h | Juho Hänninen     |
| 2. Etapa (2. září)             | RZ15    | 13:10 | Maják 2       | 23,38 km | RZ Zrušena        |         |            | Juho Hänninen     |